# Ruben Gordown Khosadalina
Ruben Gordown Khosadalina (* 18. März 1983) ist ein indonesischer Badmintonspieler. 

## Karriere
Ruben Gordown Khosadalina gewann 2004 bei den Irish Open sowohl die Herrendoppel- als auch die Mixedkonkurrenz. Im selben Jahr siegte er auch bei den Bulgarian International. 2009 war er bei den Portugal International erfolgreich.

## Sportliche Erfolge
| Saison | Veranstaltung           | Disziplin    | Platz | Name                                           |
| ------ | ----------------------- | ------------ | ----- | ---------------------------------------------- |
| 2004   | Welsh International     | Herrendoppel | 1     | Ruben Gordown Khosadalina / Aji Basuki Sindoro |
| 2004   | Irish Open              | Mixed        | 1     | Ruben Khosadalina / Kelly Matthews             |
| 2004   | Irish Open              | Herrendoppel | 1     | Ruben Khosadalina / Aji Basuki Sindoro         |
| 2004   | Bulgarian International | Herrendoppel | 1     | Ruben Khosadalina / Aji Basuki Sindoro         |
| 2009   | Portugal International  | Herrendoppel | 1     | Ruben Gordown Khosadalina / Stenny Kusuma      |